# Умершие в июне 2014 года
Это список известных людей, соответствующих установленным критериям значимости (см. Википедия:Критерии значимости персоналий), умерших в июне 2014 года.
Причина смерти указывается лишь в исключительных случаях (убийство, самоубийство, гибель в результате военных действий, смертная казнь, ДТП или несчастные случаи). В остальных случаях — не указывается.

## 30 июня

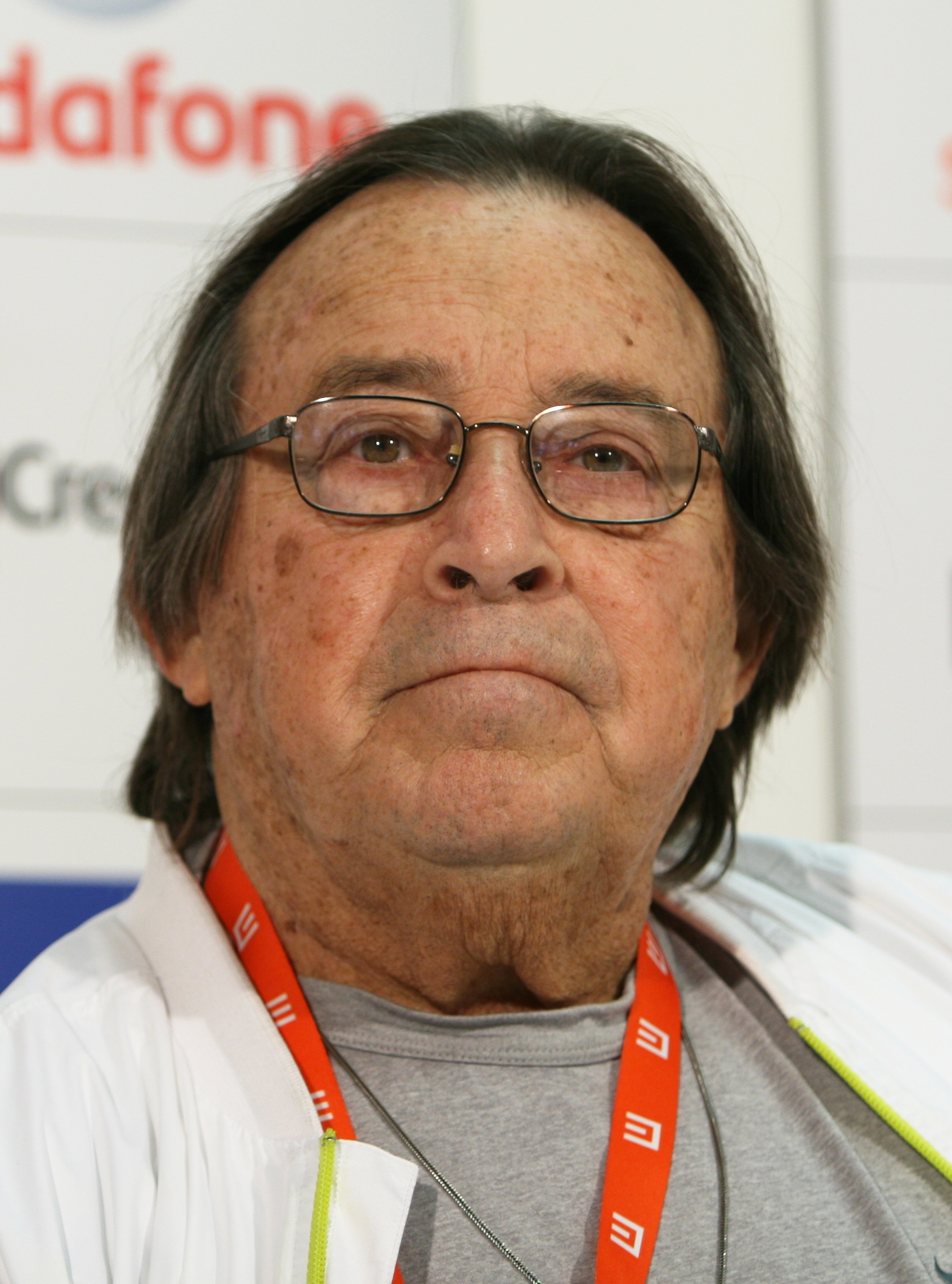
Пол Мазурски

- Бахт, Хаджи (58) — афганский певец[1].
- Герман (Подмошенский) (80) — монах Сербской православной церкви, основатель вместе с Серафимом (Роузом) и первый игумен Свято-Германовского монастыря в Платине[2].
- Клян, Анатолий Сергеевич (68) — советский и российский телеоператор, сотрудник «Первого канала»; погиб на Украине[3].
- Кравченко, Сергей Всеволодович (65) — советский и белорусский актёр, артист Национального академического театр имени Янки Купалы, заслуженный артист Беларуси[4].
- Мазурски, Пол (84) — американский режиссёр, сценарист и актёр, пятикратный номинант на премию «Оскар» («Гарри и Тонто», «Незамужняя женщина», «Враги. История любви»)[5]
- Робинсон, Фрэнк Малькольм (87) — американский писатель-фантаст и сценарист («Власть»)[6].
- Спациани, Мария Луиза (92) — итальянская писательница[7].
- Фюрер, Христиан (71) — немецкий протестантский пастор и политический активист, один из организаторов еженедельных демонстраций в ГДР[8].
- Хастингс, Боб (89) — американский актёр[9][10].
- Штуранович, Желько (54) — черногорский государственный деятель, премьер-министр Черногории (2006—2008)[11].

## 29 июня
- Ангели, Фёдор Афанасьевич (78) — советский и молдавский гагаузский писатель, переводчик, общественный и государственный деятель[12].
- Димаров, Анатолий Андреевич (92) — украинский писатель[13].
- Манюхин, Виктор Митрофанович (79) — советский партийный деятель, первый секретарь Свердловского горкома КПСС (1976—1983), и. о. первого секретаря Свердловского обкома КПСС (1990)[14].
- Мушников, Владимир Александрович (90) — участник Великой Отечественной войны, Герой Советского Союза (1944)[15].
- Хили, Дермот (66) — ирландский поэт и писатель[16].
- Хомяков, Пётр Михайлович (64) — российский учёный и системный аналитик, неоязычник, националист[17].
- Хорн, Пол (84) — американский джазовый флейтист, считающийся основоположником музыки нью-эйдж[18].

## 28 июня
- Тейлор, Мешак (67) — американский актёр[19].
- Фенина, Эвелина Павловна (84) — советский и российский искусствовед, публицист, педагог[20].

## 27 июня

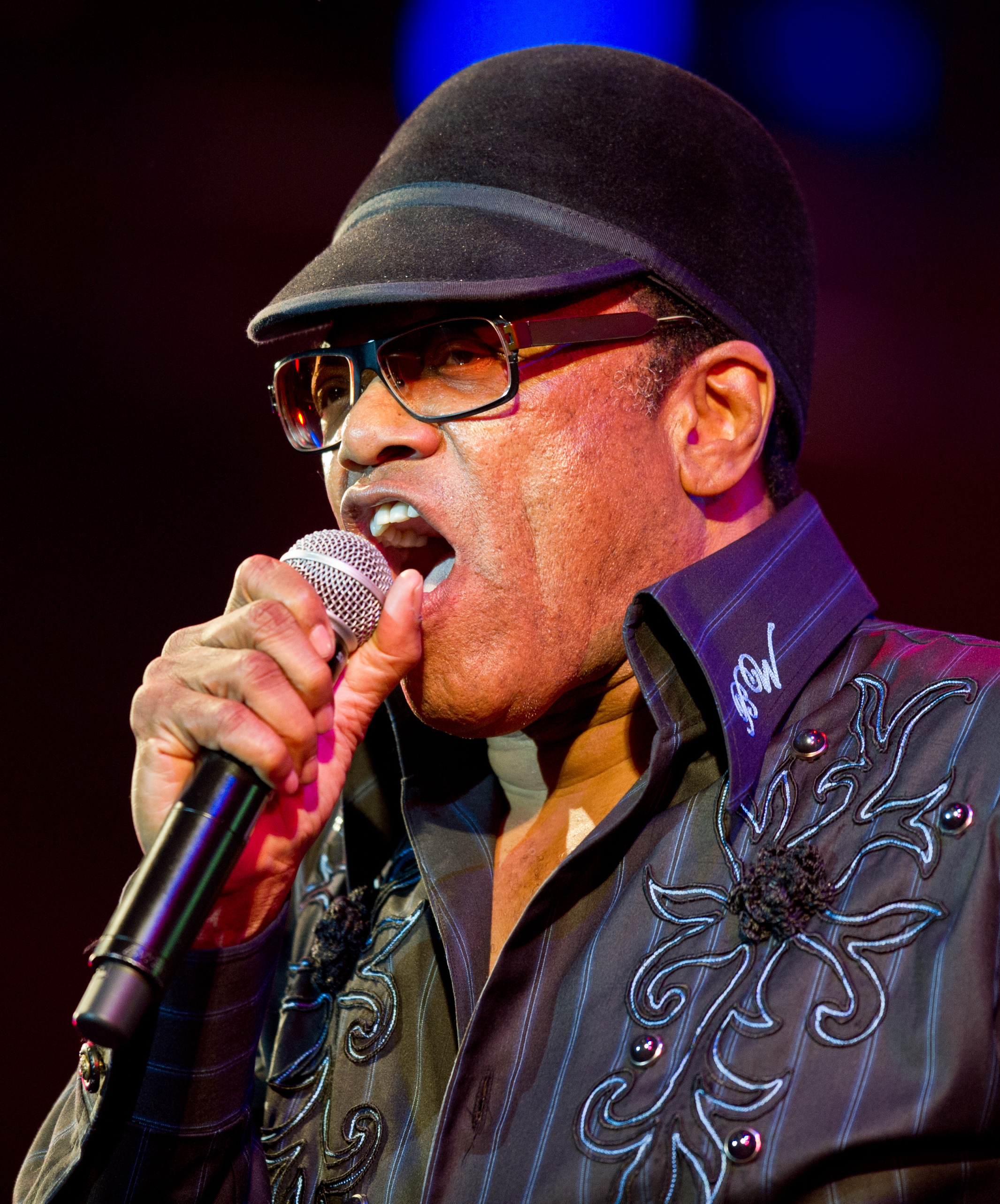
Бобби Уомак

- Абельский, Залман-Лейб (87) — молдавский религиозный деятель; главный раввин Молдовы и Кишинёва[21][22].
- Коломцев, Юрий Васильевич (73) — советский и российский хозяйственный деятель, директор Кольской АЭС (1994—2008), лауреат Премии Совета Министров СССР (1989), заслуженный энергетик Российской Федерации (1996)[23].
- Манига, Лесли (83) — гаитянский политик, президент Республики Гаити (1988)[24].
- Муленко, Лидия Никитична (75) — советская и украинская шахматистка, международный мастер среди женщин (1978) (о смерти объявлено в этот день)[25].
- Сайто, Харухико (73) — японский актёр[26].
- ас-Сольх, Рашид (88) — ливанский государственный деятель, премьер-министр Ливана (1974—1975, 1992)[27].
- Уомак, Бобби (70) — афроамериканский певец, гитарист, автор песен в стилистике ритм-энд-блюза[28].

## 26 июня

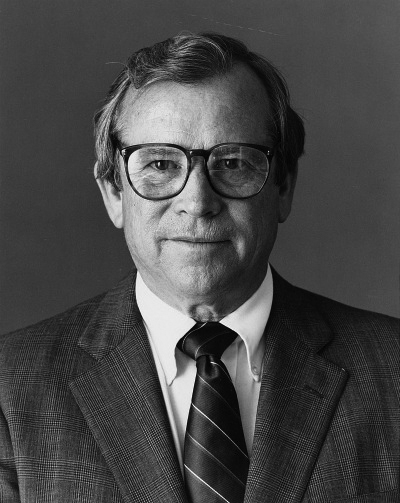
Говард Бейкер

- Алексеева, Лидия Владимировна (89) — советская баскетболистка и тренер, заслуженный тренер СССР[29].
- Бейкер, Говард (88) — американский политик и дипломат, сенатор (1967—1985), глава администрации президента США (1987—1988), посол США в Японии (2001—2005)[30].
- Ильин, Владимир Александрович (86) — советский и российский математик, академик РАН[31].
- Киняев, Олег Владимирович (48) — советский и российский музыкант, лауреат Всесоюзного конкурса органистов (1986), главный органист Мариинского театра (с 2005 года)[32].
- Кутаков, Вячеслав Петрович (88) — советский киноактёр, заслуженный артист Российской Федерации (1996)[33].
- Пашковская, Юлия Максимовна (76) — советская и украинская эстрадная певица, жена Юрия Тимошенко (Тарапуньки)[34].
- Рудель, Юлиус (93) — американский дирижёр, генеральный директор и главный дирижёр Нью-Йорк Сити Опера (1957—1979) и филармонического оркестра Буффало (1979—1985), лауреат премии «Грэмми» (1979)[35].
- Сычёв, Владимир Васильевич (78) — главный тренер сборной СССР по плаванию (1968), заслуженный тренер РСФСР[36].
- Тихонов, Николай Никифорович (88) — советский шахтопроходчик, бригадир комплексной бригады, Герой Социалистического Труда (1957)[37].
- Хукман-Янковская, Нина Георгиевна (49) — советская, позже украинская и нидерландская шашистка, международный гроссмейстер, многократный призёр чемпионатов мира и Европы, чемпионка мира (2001) по молниеносной игре; рак[38].

## 25 июня

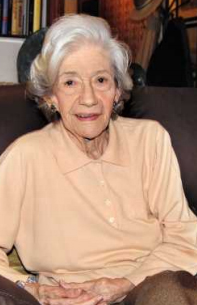
Ана Мария Матуте

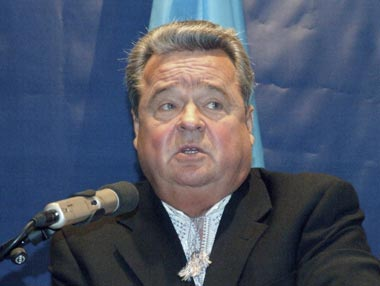
Иван Плющ

- Бурди, Юбер (57) — французский спортсмен-наездник, двукратный олимпийский бронзовый призёр: летних Игр в Сеуле (1988) и летних Игр в Барселоне (1992)[39].
- Кумахов, Мурадин Абубекирович (72) — советский и российский учёный, доктор физико-математических наук, профессор[40].
- Матуте, Ана Мария (88) — испанская писательница «поколения пятидесятых годов»[41].
- Плющ, Иван Степанович (72) — советский и украинский государственный и политический деятель, председатель Верховной Рады Украины (1991—1994, 2000—2002), Герой Украины (2001)[42].

## 24 июня

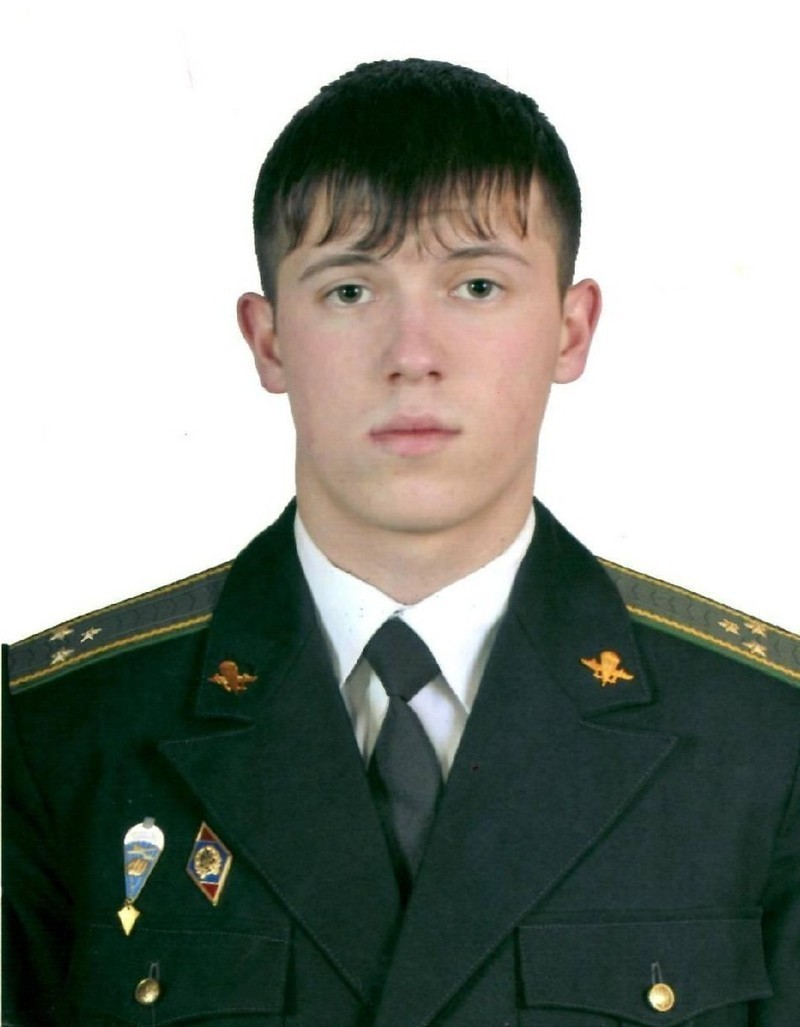
Евгений Зеленский

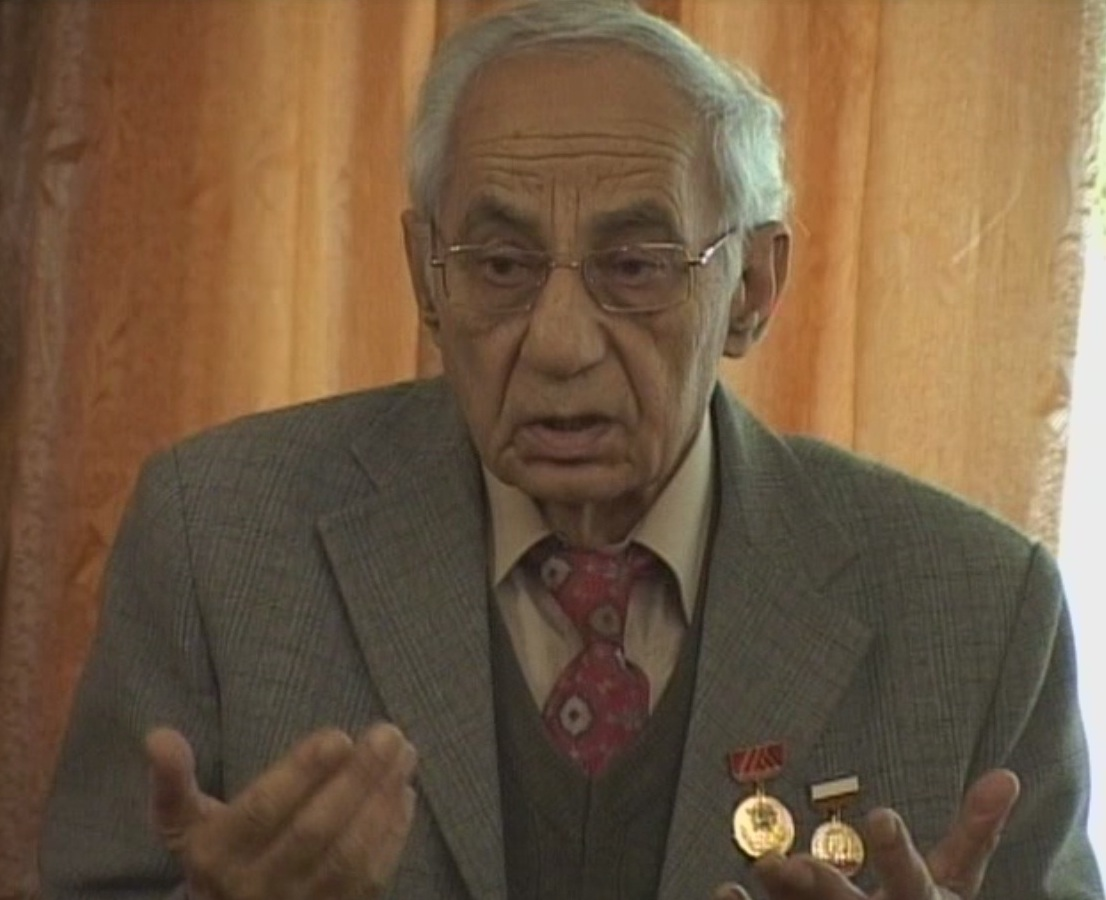
Георгий Меликов

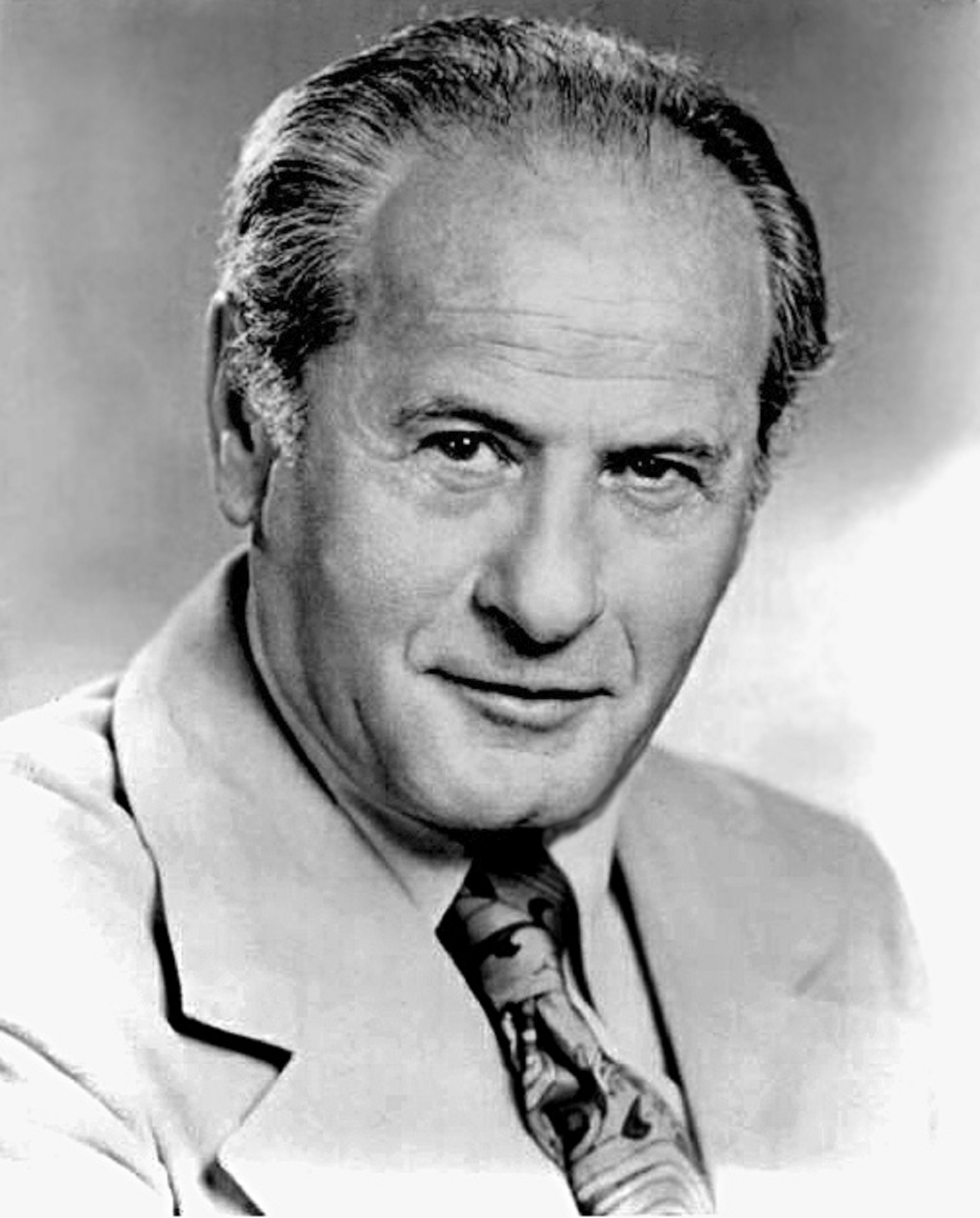
Илай Уоллак

- Веласкес, Рамон Хосе (97) — венесуэльский государственный деятель, и. о. президента Венесуэлы (1993—1994)[43].
- Журавлёв, Пётр Иванович (73) — советский и российский режиссёр («Крутой поворот»), призёр Всесоюзного кинофестиваля документального кино (1975)[44].
- Зеленский, Евгений Александрович (23) — украинский военный, старший лейтенант, Герой Украины (2014, посмертно); умер от ран, полученных в бою в ходе вооружённого конфликта на востоке Украины [45].
- Зимина, Нина Николаевна (71) — советская и российская поэтесса, победитель конкурса «Лучшая башкирская книга 2007 года», лауреат международного конкурса «Золотая строфа» (2012)[46].
- Коломенский, Геннадий Васильевич (73) — советский и российский моряк, капитан-наставник барка «Крузенштерн» (1983—1995)[47].
- Комар, Виктор Григорьевич (100) — советский и российский учёный в сфере кинематографических технологий, заслуженный деятель науки и техники РСФСР, доктор технических наук, профессор[48].
- Котелко, Ольга (95) — канадская легкоатлетка[49].
- Меликов, Георгий Александрович (88) — русский советский писатель (поэт и прозаик), лауреат литературной Пушкинской премии Крыма (2012); участник Великой Отечественной войны[50].
- Тейлор, Дэвид (60) — британский футбольный функционер, Генеральный секретарь УЕФА (2007—2009)[51].
- Уоллак, Илай (98) — американский актёр («Хороший, плохой, злой»), обладатель почётной премии «Оскар» (2010)[52].
- Федорченко, Виктория Николаевна (19) — российская велогонщица, член сборной команды России по велоспорту-маунтинбайку; ДТП[53].

## 23 июня

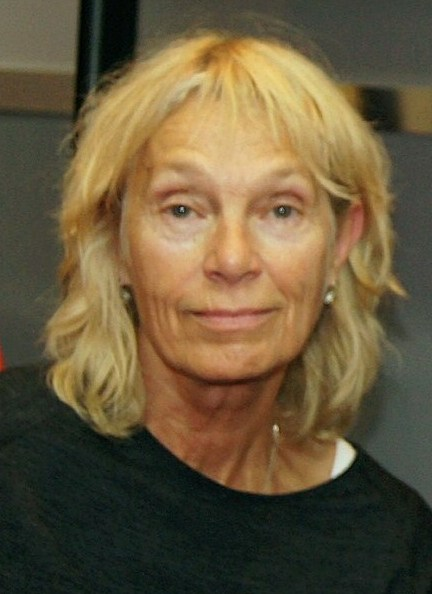
Малгожата Браунек

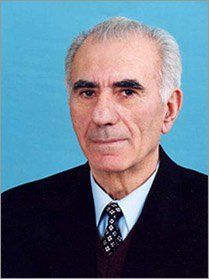
Георгий Саакян

- Браунек, Малгожата (67) — польская актриса театра и кино[54].
- Вассен, Магнус (93) — шведский яхтсмен, бронзовый призёр летних Игр в Хельсинки (1952)[55].
- Галбацов, Газимагомед Камалович (53) — советский и российский поэт и переводчик, телеведущий, заслуженный работник культуры Республики Дагестан[56].
- Интрилигейтор, Майкл (76) — американский экономист, иностранный член РАН (1999)[57].
- Пашков, Борис Григорьевич (76) — советский и российский государственный деятель, первый заместитель (заместитель) руководителя Аппарата Правительства Российской Федерации (1995—1999)[58].
- Саакян, Георгий Мушегович (78) — советский и российский баскетбольный тренер, заслуженный тренер РСФСР (1975), заслуженный работник физической культуры РСФСР (1988)[59].
- Суслина, Зинаида Александровна (64) — советский и российский учёный-невролог, академик РАН[60].
- Трапезникова, Наталья Спиридоновна (66) — советская и российская якутская певица, заслуженная артистка Республики Саха (Якутия)[61].

## 22 июня
- Велиев, Ариф (70) — азербайджанский государственный деятель, председатель Государственного комитета по статистике Азербайджанской Республики (с 1993 года)[62].
- Деннис, Феликс (67) — британский издатель, основатель журнала «Maxim»[63].
- Рамирес, Рауль (87) — мексиканский актёр, режиссёр и сценарист[64][65].
- Стефанов, Сергей Иванович (68) — советский и российский цирковой деятель, директор (1986—2011) и главный режиссёр (с 2011 года) Пермского государственного цирка, заслуженный работник культуры Российской Федерации (1994)[66].
- Тоноян, Ашот Робертович (56) — армянский государственный деятель и бизнесмен, депутат Национального собрания Республики Армении IV созыва (2008—2012)[67].
- Ходжес, Мэйбон[англ.] (68) — американский гитарист[68].

## 21 июня
- Гарднер, Роберт (88) — американский академик, антрополог и режиссёр-документалист[69].
- Икономов, Владислав Константинов (76) — болгарский кинорежиссёр и киносценарист, профессор НАТФИЗ[70].
- Исикава, Ёдзо (88) — японский государственный деятель, директор Управления национальной обороны Японии (1990)[71].
- Ищук-Фадеева, Нина Ивановна (63) — советский и российский филолог и публицист, доктор филологических наук, профессор кафедры теории литературы Тверского государственного университета[72].
- Кибер, Вальтер (83) — лихтенштейнский государственный деятель, премьер-министр Лихтенштейна (1974—1978)[73].
- Шерборн, Майкл (97) — британский еврейский правозащитник; один из самых активных лидеров кампании за выезд евреев из СССР в 1970-80 годах; ввёл в употребление слово «отказник»[74].

## 20 июня

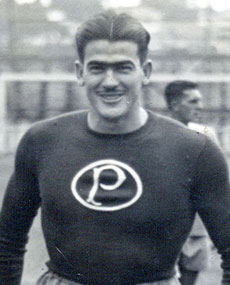
Обердан Каттани

- Асельдерова, Патимат Адильхановна (90) — советская и российская актриса Кумыкского государственного музыкально-драматического театра им. А.-П. Салаватова (Махачкала), заслуженная артистка Дагестанской АССР[75].
- Вальтер, Ярослав (75) — чехословацкий хоккеист, бронзовый призёр Олимпийских игр в Инсбруке (1964)[76].
- Каттани, Обердан (95) — бразильский футболист, голкипер. Участник чемпионата Южной Америки 1945 в составе сборной Бразилии[77].
- Лаврик, Флорика (52) — румынская спортсменка, чемпионка летних Олимпийских игр в Лос-Анджелесе (1984) в соревнованиях по академической гребле[78].

## 19 июня
- Генкин, Александр Абрамович (76) — советский и российский бард[79].
- Голден, Оллава Джонович (86) — советский и российский балетмейстер и хореограф, неоднократный лауреат всесоюзных танцевальных конкурсов[80].
- Гоффин, Джерри (74) — американский поэт-песенник[81].
- Налбандова, Сание (96) — советская и российская крымско-татарская актриса и певица, мать кинорежиссёра Ахтема Сейтаблаева[82].
- Ромашин, Александр Гавриилович (79) — советский и российский инженер; доктор технических наук, профессор, заслуженный деятель науки и техники РСФСР (1984), лауреат Ленинской премии (1978)[83].
- Руснак, Людмила Олимпиевна (67) — актриса Мариупольского драматического театра, заслуженная артистка Украины[84].
- Скляров, Юрий Андреевич (83) — советский и российский учёный, заведующий кафедрой метеорологии и климатологии географического факультета Саратовского государственного университета им. Н. Г. Чернышевского, доктор технических наук, профессор[85].
- Туре, Ибрагим (28) — ивуарийский футболист, нападающий[86].
- Шалом, Авраам (86) — израильский работник правоохранительных органов; глава Службы общей безопасности Израиля Шабак (1981—1986)[87].

## 18 июня

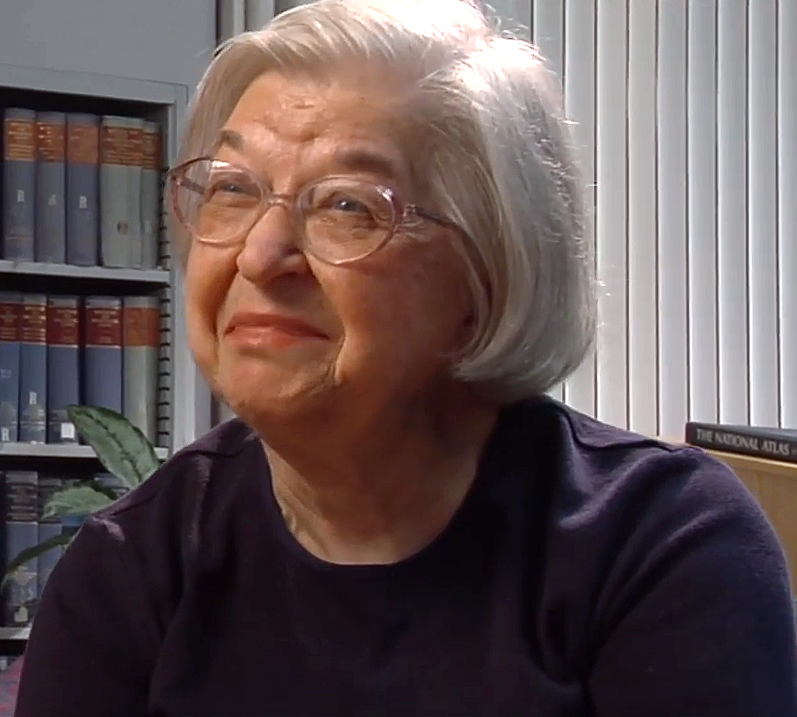
Стефани Кволек

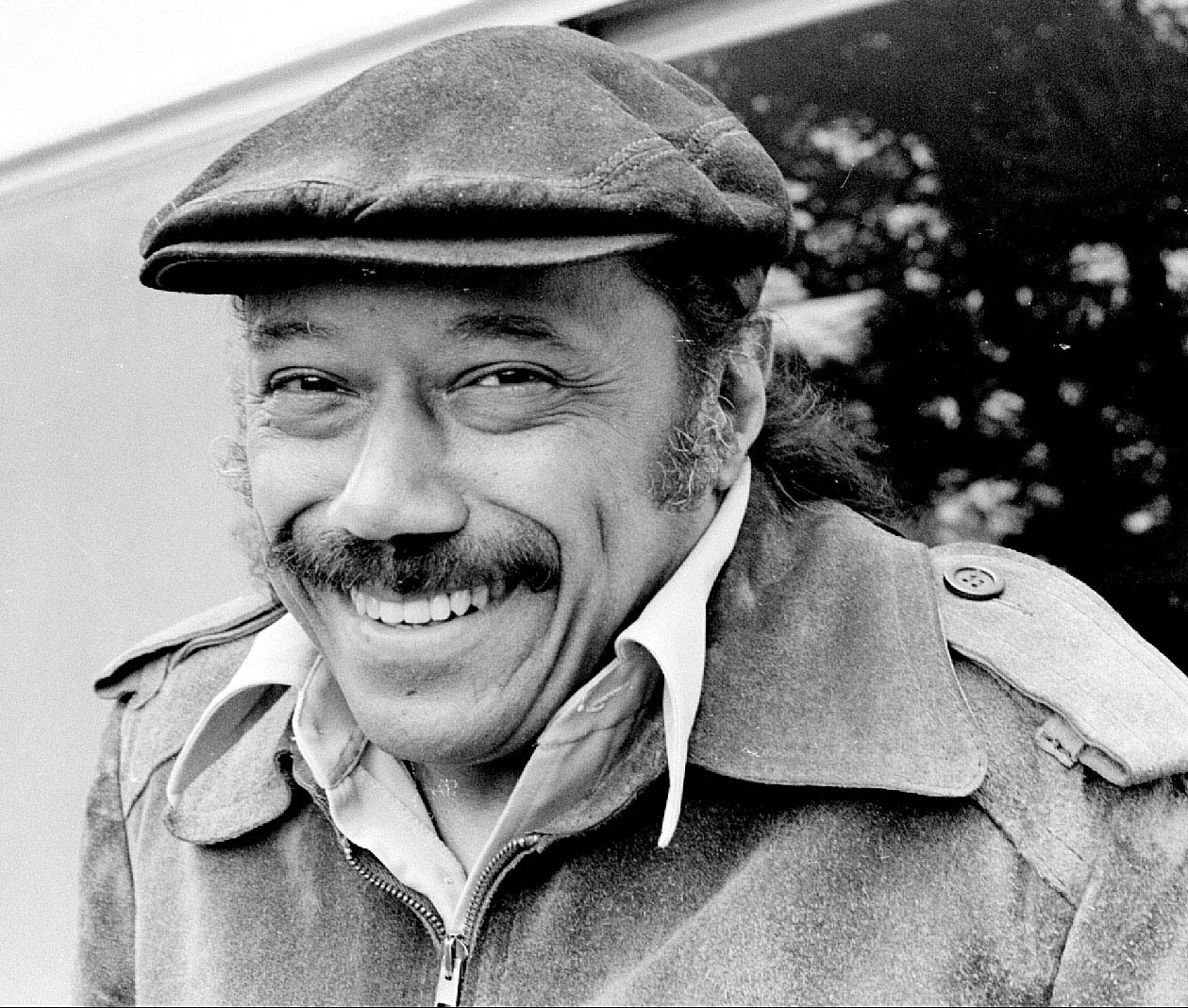
Хорас Сильвер

- Викхэм, Джеффри (80) — британский актёр[88].
- Воронов, Николай Павлович (87) — российский прозаик, поэт, публицист[89].
- Кволек, Стефани (90) — американский химик польского происхождения, которая изобрела полипарафенилен-терефталамид, более известный как кевлар[90].
- Льюис, Симми (96) — южноафриканский писатель и историк бокса[91].
- Манн, Джонни (85) — американский композитор, лауреат премии «Грэмми» (1968)[92].
- Мускан (38) — афганская эстрадная певица; убита[93].
- Поповкин, Владимир Александрович (56) — советский и российский государственный деятель, глава Роскосмоса (2011—2013)[94].
- Сильвер, Хорас (85) — американский джазовый пианист и композитор[95].

## 17 июня
- Бен-Натан, Ашер (93) — израильский дипломат, первый посол Израиля в ФРГ (1965—1970)[96].
- Бирн, Пэтси (80) — британская актриса[97].
- Валиев, Абдулла Ханович (102)[значимость?] — заместитель прокурора Татарской АССР (1947—1976), участник советско-финской и Великой Отечественной войн, старейший в России сотрудник правоохранительных органов[98].
- Васильев, Георгий Львович (68) — советский актёр и режиссёр[99].
- Волков, Василий Иванович (93) — советский и российский художник-пейзажист, искусствовед, народный художник Российской Федерации (2005)[100].
- Волошин, Антон Дмитриевич (26) — российский журналист, звукооператор ВГТРК; погиб на Украине[101].
- Геворгян, Самвел Володяевич (66) — армянский государственный деятель, председатель гостелерадиокомитета (1993—1995), депутат Верховного совета Республики Армении и Национального собрания Республики Армении I созыва[102].
- Зейдел, Ларри (86) — канадский хоккеист, обладатель Кубка Стэнли в составе «Детройт Ред Уингз» (1952)[103].
- Ингленд, Пол (85) — австралийский автогонщик, участник чемпионата мира по автогонкам в классе Формула-1[104].
- Кавалеров, Александр Александрович (62) — советский и российский актёр театра и кино[105].
- Корнелюк, Игорь Владимирович (37) — российский журналист, специальный корреспондент ВГТРК, репортёр программы «Вести»; погиб на Украине[106].
- Лимонов, Максим (25) — российский боксёр, чемпион России (2011); убийство[107].
- Маккльюр, Джон (84) — американский музыкальный продюсер, двукратный лауреат премии «Грэмми» (1967, 1985)
- Мулинге, Джексон (91) — кенийский военный деятель, главнокомандующий Вооружённыи силами Кении, пресекший попытку государственного переворота (1982)[108].
- Ромо, Хорхе (90) — мексиканский футболист, участник чемпионатов мира (1954, 1958)[109].
- Сорокин, Владимир Александрович (56) — советский и российский сотрудник таможенных органов, начальник Уральского таможенного управления (с 2006 года), генерал-лейтенант таможенной службы[110].
- Судак, Нахман (78) — британский религиозный деятель, раввин движения Хабад-Любавич в Великобритании[111].
- Танхайзер, Йоханес (88) — австрийский актёр[112].
- Харни, Джон (83) — американский бизнесмен, основатель и генеральный директор чайной компании Harney & Sons[113].

## 16 июня
- Владимиров, Леонид Михайлович (76) — советский и российский театральный актёр, заслуженный артист Литовской ССР (1986), заслуженный деятель искусств Российской Федерации (2007)[114].
- Гакина, Ольга Александровна (74)[значимость?] — российский литературный краевед (Магнитогорск, Челябинская область)[115].
- Грутупс, Андрис (65) — советский и латвийский юрист; самоубийство[116].
- Ерасов, Владимир Павлович (75) — советский и российский актёр Мурманского областного драматического театра (1973—2012), педагог, народный артист Российской Федерации (2008)[117].
- Колесников, Борис Борисович (36) — российский работник органов внутренних дел; заместитель начальника управления по борьбе с экономическими преступлениями и противодействию коррупции МВД России (2012—2014), генерал-майор полиции; самоубийство[118].
- Матвеев, Борис Константинович (88) — советский и российский геофизик, заслуженный деятель науки Российской Федерации, заслуженный профессор Пермского государственного университета, доктор геолого-минералогических наук, ветеран Великой Отечественной войны[119].
- Мищенко, Олег Григорьевич (78) — советский и белорусский тренер по спортивной гимнастике, заслуженный тренер СССР, БССР и Казахской ССР[120].
- Муатетема Ривас, Кандидо (54) — премьер-министр Экваториальной Гвинеи (2001—2004)[121].
- Петров, Виктор Валентинович (67) — советский и российский художник-постановщик («Здравствуйте, я ваша тётя!», «Вор», «Легенда № 17»)[122].
- Сураков, Константин[значимость?] — российский художник-карикатурист[123].
- Щадилов, Владимир Владимирович (45) — советский и российский волейболист[124].

## 15 июня

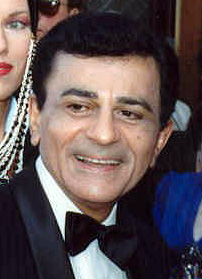
Кейси Кейсем

- Бержерак, Жак (87) — французский актёр, лауреат премии «Золотой глобус» (1959)[125][126].
- Данова, Джанкарло (75) — итальянский футболист, трёхкратный чемпион Италии (1959, 1962, 1969)[127].
- Кейсем, Кейси (82) — американский музыкант, радиоведущий и актёр[128].
- Киз, Дэниел (86) — американский писатель и филолог[129].
- Клейнс, Мартиньш (75) — советский и латышский оператор игрового и документального кино[130].
- Никитенко, Александр Иванович (65) — киргизский поэт и журналист[131].
- Подшивалов, Пётр Александрович (65) — советский и российский тренер по биатлону, личный наставник Анны Богалий-Титовец, заслуженный тренер России (2001)[132].
- Сафра, Моис (79) — бразильский миллиардер (о смерти стало известно в этот день)[133].
- Сладков, Михаил Анатольевич (68) — советский и российский телеоператор и педагог, лауреат премии «ТЭФИ—1998», заслуженный работник культуры Российской Федерации (1996)[134].
- Фёдоров, Михаил (17) — украинский спортсмен, чемпион мира по пауэрлифтингу среди юниоров (2013); ДТП[135].
- Харлов, Андрей Васильевич (45) — российский шахматист, гроссмейстер (1992), тренер[136].
- Худзяк, Анджей (59) — польский актёр, лауреат премии «Хрустальный глобус» кинофестиваля в Карловых Варах (2006)[137].

## 14 июня

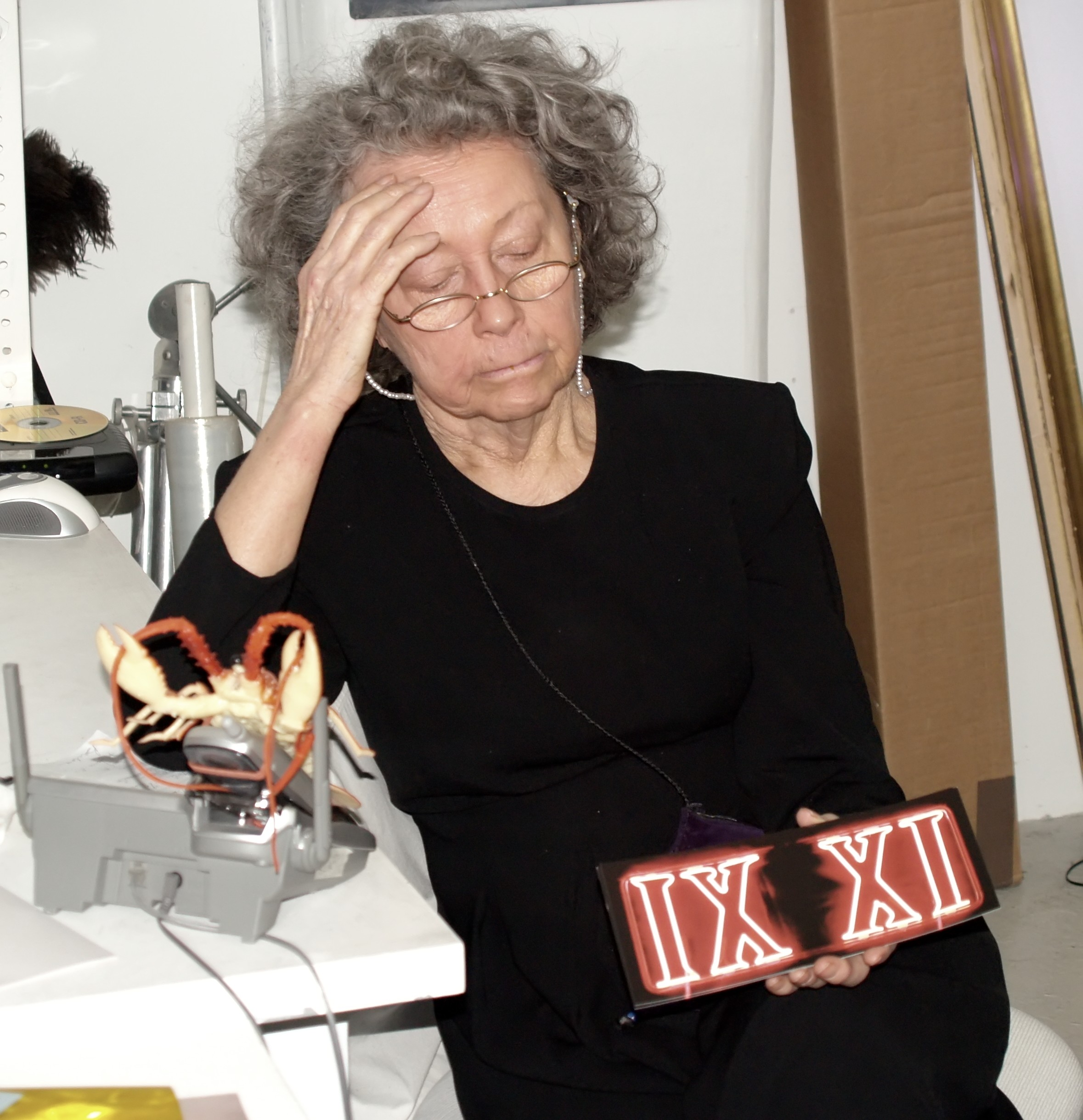
Изабель Коллен Дефрен

- Быченков, Никита Александрович (27) — российский актёр театра Et Cetera и кино[138].
- Винтер, Беньямин (25) — немецкий конник, чемпион Европы среди юниоров (2006); несчастный случай на соревнованиях по полевой езде[139].
- Дюфрен, Изабель Коллен (78) — франко-американская актриса, писательница, художница[140].
- Келли, Сэм (70) — британский актёр[141].
- Макьюан, Джеймс (61) — американский каноист, бронзовый призёр летних Олимпийских игр в Мюнхене (1972), серебряный призёр чемпионата мира (1954)[142].
- Мэтьюз, Френсис (86) — американский актёр («Дракула: Князь Тьмы», «Пять женщин для убийцы»)[143].
- Ричардс, Терри (81) — британский актёр[144].
- Пётр Романюк (87) — советский и украинский журналист, редактор.
- Сакунтала, Телангана (63) — индийская актриса[145][146].
- Судаков, Валерий Васильевич (71) — советский и российский учёный, ректор Вологодского государственного педагогического института (1980—1991), профессор, кандидат философских наук, заслуженный работник культуры Российской Федерации, почётный гражданин Вологды[147].

## 13 июня

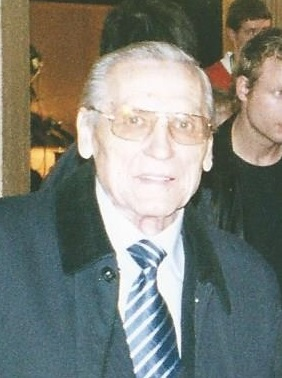
Дьюла Грошич

- Грошич, Дьюла (88) — венгерский футбольный вратарь, чемпион летних Олимпийских игр в Хельсинки (1952), серебряный призёр чемпионата мира (1954)[148].
- Кейз, Джим[англ.] (67) — австралийский рок-певец и гитарист (Master's Apprentices[англ.])[149].
- Клобучар, Берислав (89) — хорватский дирижёр[150].
- Куржей, Станислав Павлович (90) — советский шахтёр; первый директор угольного разреза «Богатырь», генеральный директор ПО «Экибастузуголь», Герой Социалистического Труда (1980), лауреат Государственной премии СССР в области техники (1978); убийство[151].
- Нолл, Чак (82) — американский футболист и тренер, самый успешный тренер Национальной футбольной лиги[152].
- Рокфеллер, Ричард (64) — американский учёный, правнук бизнесмена Джона Рокфеллера; авиакатастрофа[153].
- Сахарнов, Сергей Алексеевич (92) — советский спортсмен и тренер по прыжкам на лыжах с трамплина, тренер двукратного чемпиона мира Гария Напалкова, заслуженный тренер СССР[154].
- Сахаровский, Роберт Серафимович (76) — советский хоккеист, выступавший за клуб «Торпедо» (Горький), и хоккейный судья всесоюзной категории (1968), серебряный призёр чемпионата СССР (1961)[155].
- Тагизаде, Видади (60) — азербайджанский поэт и телеведущий[156].
- Чокушев, Габдулхак Исхакович (57) — советский и казахстанский военный деятель, заместитель Главнокомандующего Национальной Гвардией Казахстана по технике и вооружению, заместитель председателя комитета МВД Казахстана, генерал-майор[157].

## 12 июня

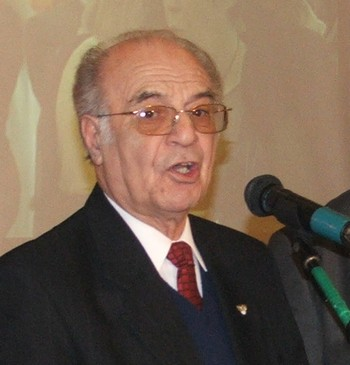
Михаил Бушнов

- Берналь, Габриэль (58) — мексиканский боксёр, чемпион мира по версии WBC (1984)[158].
- Бушнов, Михаил Ильич (90) — советский и российский актёр театра и кино, театральный режиссёр, педагог, народный артист СССР (1985)[159].
- Кардаш, Борис Кондратьевич (70) — советский и российский хирург, отличник здравоохранения Российской Федерации[160].
- Леммле, Карла (104) — американская актриса, старейшая актриса, снимавшаяся в эпоху немого кино[161].
- Магуйло, Петр Иванович[значимость?] — российский фотожурналист, старейший фотокорреспондент Волгограда, один из основателей Волгоградского городского фотоклуба, кинодокументалист[162].
- Медоева, Боболка Георгиевна (83) — советский и юго-осетинский филолог, профессор, заведующая кафедрой осетинского языка Юго-Осетинского государственного университета (с 1989 года)[163].
- Поль, Райнфрид (86) — немецкий юрист, основатель и председатель компании Deutsche Vermögensberatung (DVAG)[164].
- Скотт, Джимми (88) — американский джазовый певец[165]
- Чиримисин, Александр Андреевич (69) — советский и белорусский футболист и тренер, игрок футбольного клуба «Гомель» (1971—1977)[166] Архивная копия от 16 июля 2014 на Wayback Machine.

## 11 июня

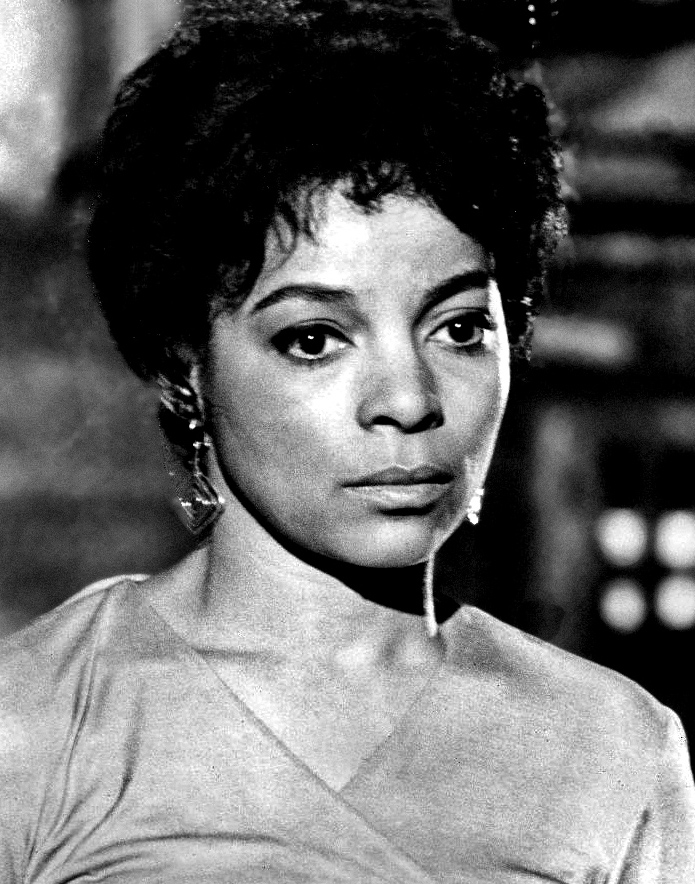
Руби Ди

- Ди, Руби (91) — американская актриса, лауреат премий «Эмми» (1991) и «Грэмми» (2007), номинант на премию «Оскар» (2008)[167].
- Карташов, Николай Григорьевич (87) — советский футболист, игрок футбольного клуба «Томь» (1957—1963)[168].
- Олару, Александр (79) — молдавский кинематографист, звукорежиссёр киностудии «Молдова-фильм»[169].
- Сегаль, Жиль (82) — французский актёр и драматург («Признание», «Топкапи»)[170].
- Суханова, Нонна Сергеевна (80) — советская эстрадная джазовая певица[171].
- Турсунов, Эрнис Нурдинович (78) — советский и киргизский поэт, драматург и переводчик, народный поэт Кыргызстана[172].
- Фрюбек де Бургос, Рафаэль (80) — испанский дирижёр и композитор[173].
- Шульман, Эдуард Аронович (78) — советский и российский писатель[174].

## 10 июня
- Авнер, Ури (73) — израильский шахматный композитор, президент Постоянной комиссии ФИДЕ по шахматной композиции (2006—2010)[175].
- Максимов, Владимир Геннадьевич (62) — советский и российский театральный деятель, главный художник Московского театра «Мастерская Петра Фоменко»[176].
- Русанова, Ирина Георгиевна (67) — российский театральный деятель, заслуженный работник культуры Республики Карелии[177]
- Тедиашвили, Сандро (100) — советский и грузинский артист цирка, первый грузинский клоун, народный артист Грузинской ССР (1980) www.kino-teatr.ru/kino/acter/post/260717/bio/
- Шагалеев, Фарит Султанович (67) — советский и российский военный деятель; командир вертолётной эскадрильи Пограничных войск КГБ СССР, генерал-майор (1993), Герой Советского Союза (1982)[178].

## 9 июня

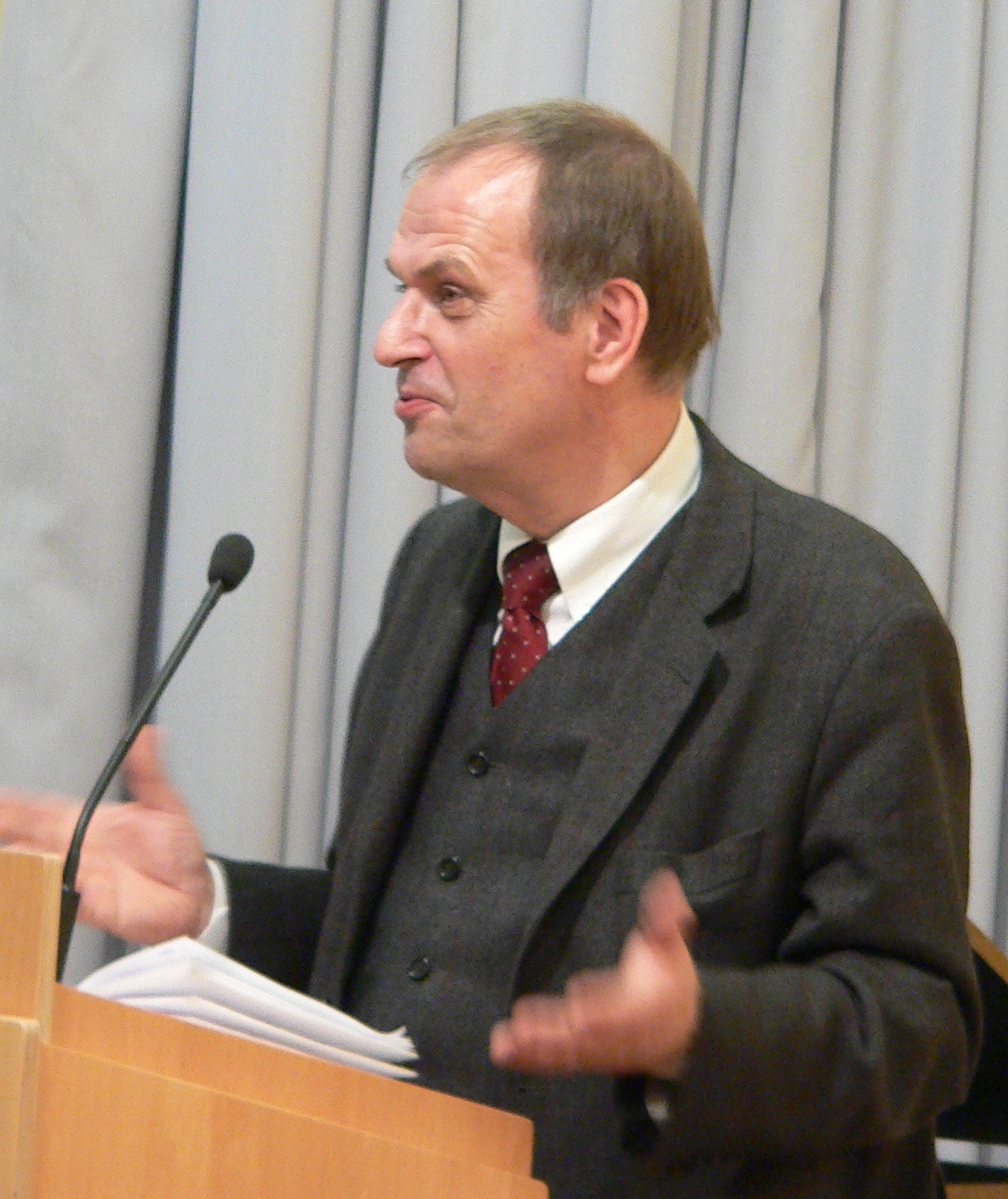
Райнхард Хёппнер

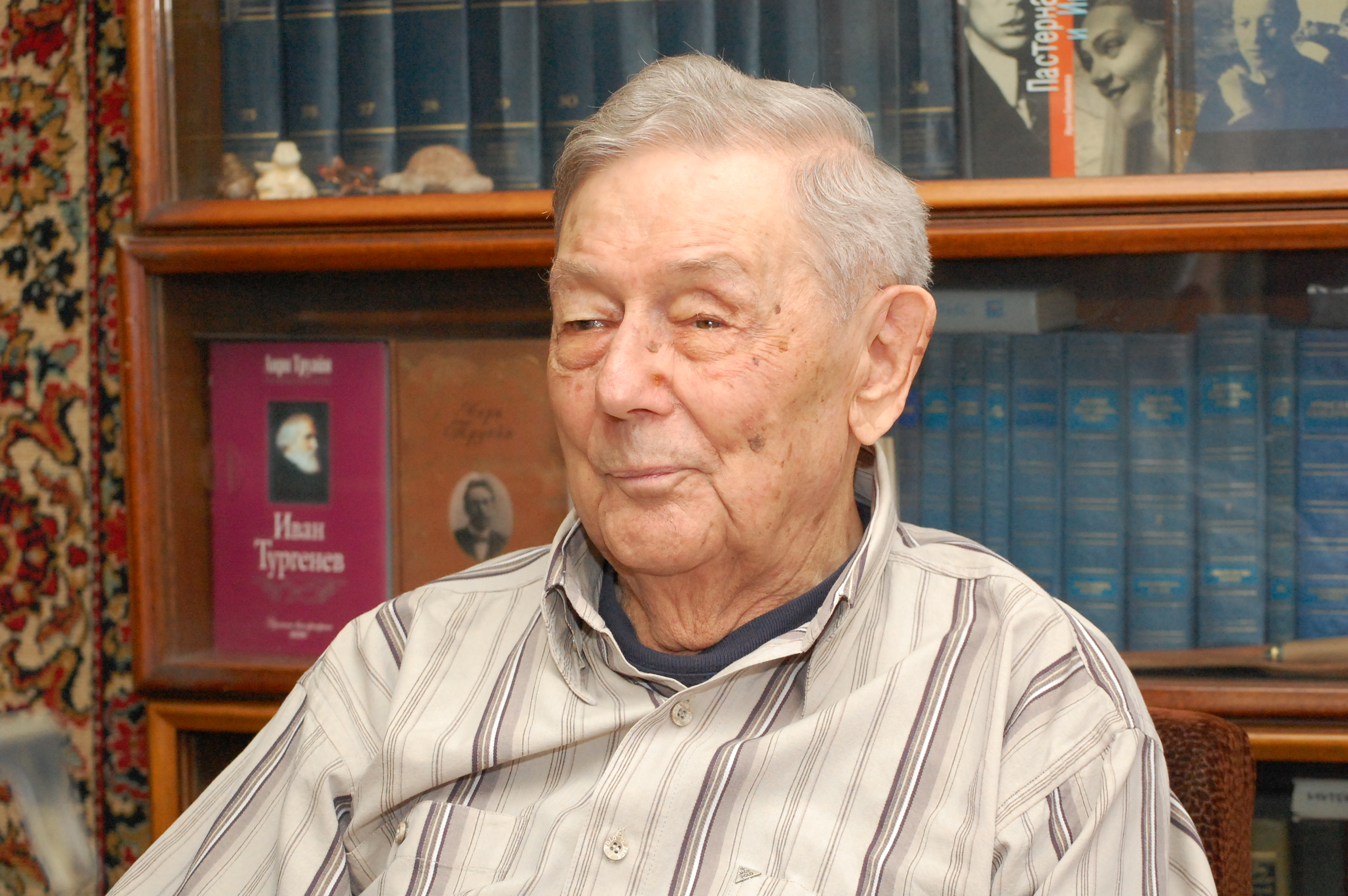
Марк Юдалевич

- Агре, Бернар (88) — ивуарийский религиозный деятель, кардинал; архиепископ Абиджана (1994—2006)[179].
- Бруггман, Эдмунд (71) — швейцарский горнолыжник, серебряный призёр зимних Олимпийских игр в Саппоро (1972) в гигантском слаломе[180].
- Брэдфилд, Уильям (86) — новозеландский астроном, открывший 18 комет, чьим именем назван астероид 3430 Bradfield[англ.][181].
- Гринкруг, Лев Соломонович (59) — советский и российский инженер, финансист; ректор Приамурского государственного университета имени Шолом-Алейхема (с 2006 года)[182].
- Ерин, Михаил Егорович (74) — советский и российский историк, заведующий кафедрой всеобщей истории Ярославского государственного университета им. П. Г. Демидова, профессор, доктор исторических наук[183].
- Ким Хын Су (94) — корейский художник, основатель стиля «гармонизма» в живописи[184].
- Лаура, Кармело (123?) — боливийский долгожитель, самый старый неверифицированный человек планеты[185].
- Майял, Рик (56) — британский актёр и сценарист, лауреат премии «Эмми» (1997)[186].
- Мышкис, Екатерина Дмитриевна (89) — советский историк-медиевист, филолог, педагог, в 1940—1960-х годах жена математика А. Д. Мышкиса[187].
- Романов, Павел Васильевич (50) — российский социолог и общественный деятель, доктор социологических наук, профессор Высшей школы экономики, главный редактор «Журнала исследований социальной политики» (с 2003 года)[188].
- Хёппнер, Райнхард (65) — немецкий политик, премьер-министр Саксонии-Анхальт (1994—2002)[189].
- Шафранов, Виталий Дмитриевич (84) — советский и российский физик, академик РАН (1997)[190].
- Юдалевич, Марк Иосифович (95) — советский и российский поэт, прозаик и драматург; публицист, редактор, краевед; член Союза писателей РСФСР; заслуженный работник культуры РСФСР (1978)[191].

## 8 июня

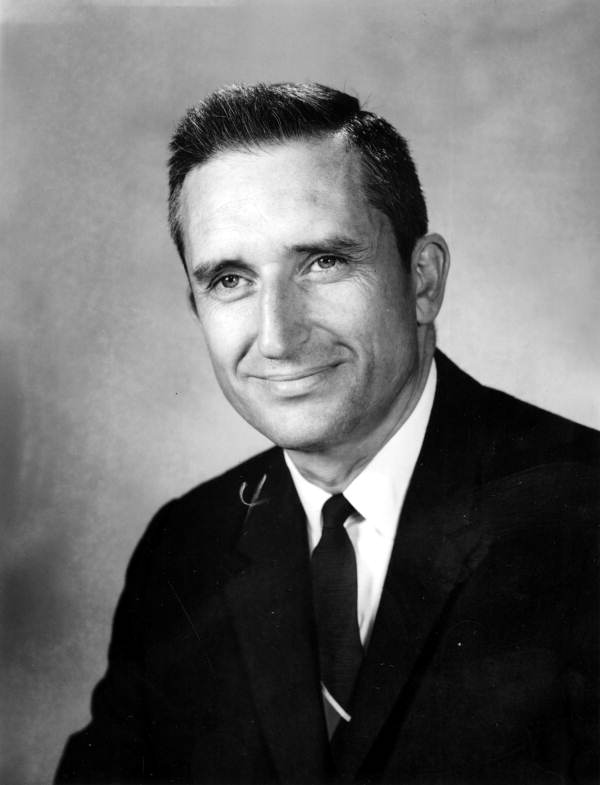
Дж. Стэнли Маршалл

- Айвазян, Смбат Жирайрович (55) — советский и армянский политический деятель, министр государственных доходов (1999—2000)[192].
- Барбоса Пополисио, Руй Энрике (94) — чилийский предприниматель и политик, министр сельского хозяйства (1963—1964)[193].
- Винко, Иво (86) — итальянский оперный певец (бас)[194].
- Дисаи Х. К. (68) — американский предприниматель, председатель совета директоров и исполнительный директор QLogic (c 1996 года)[195].
- Ёсихито (принц Кацура) (66) — член императорского Дома Японии и второй сын Такахито, принца Микаса, и Юрико, принцессы Микаса.
- Имич, Александр (111) — американский учёный-химик и парапсихолог; старейший верифицированный мужчина в мире с 24 апреля 2014 года[196].
- Кацура (66) — член японской императорской семьи, двоюродный брат императора Японии Акихито[197].
- Костюченко, Геннадий Георгиевич (76) — советский футболист, бывший игрок карагандинского клуба «Шахтёр», мастер спорта СССР (1962)[198].
- Кувалек, Роберт (47) — польский историк, исследователь темы Холокоста (тело найдено в этот день)[199].
- Лазар, Вероника (75) — итальянская актриса[200].
- Маршалл, Дж. Стэнли (91) — американский деятель образования, президент Университета штата Флорида (1969—1976)[201].
- Солонин, Юрий Никифорович (73) — советский и российский философ и культуролог, член Совета Федерации от Хабаровского края (2005—2013), декан философского факультета Санкт-Петербургского государственного университета (1989—2010), доктор философских наук, профессор, заслуженный деятель науки Российской Федерации (2003)[202].
- Хмелевский, Влодзимеж[пол.] (70) — польский гребец, участник Олимпийских игр в Монреале (1976)[203].

## 7 июня

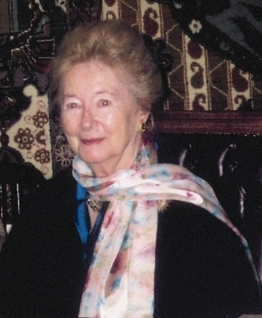
Анна-Тереза Тыменецка

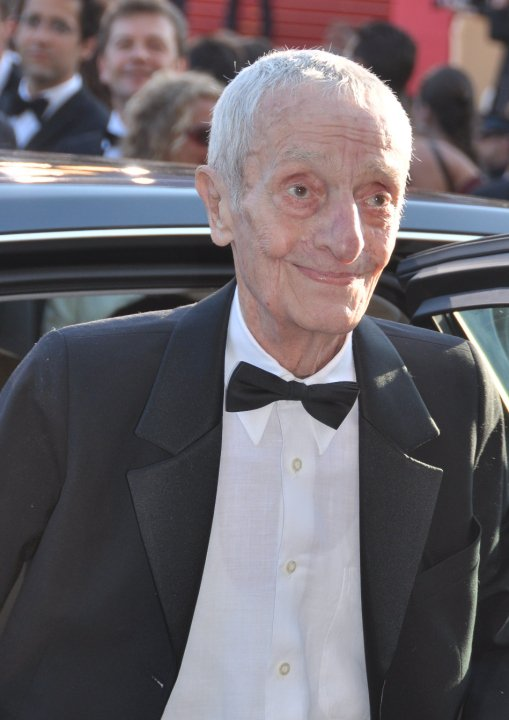
Жак Эрлен

- Акуньили, Дора (59) — нигерийский политик, министр информации и коммуникаций (2008—2010)[204].
- Бажанова, Наталья Евгеньевна (67) — советский и российский учёный-кореевед и педагог, доктор экономических наук, жена ректора Дипломатической академии МИД России Е. П. Бажанова[205].
- Густинчич, Юрий[словен.] (92) — словенский писатель и журналист[206].
- Игнатко, Владимир Михайлович (55) — российский бизнесмен, генеральный директор ОАО «Белкамнефть» (2004—2008), ОАО «РуссНефть» (2008—2009)[207].
- Мбеки, Ипанетт (98) — южноафриканский политический деятель, борец против режима апартеида, жена политического активиста Гована Мбеки, мать бывшего президента ЮАР Табо Мбеки[208].
- Ногайлиев, Маджит Узеирович (78) — советский и российский композитор, заслуженный деятель искусств Карачаево-Черкесской республики[209].
- Тыменецка, Анна-Тереза (91) — американский философ польского происхождения, учредитель и президент Всемирного Феноменологического Института[210].
- Тышлер, Давид Абрамович (86) — советский фехтовальщик на саблях, призёр чемпионатов мира и олимпийских игр, заслуженный мастер спорта (1961), заслуженный тренер СССР (1965), создатель советской школы фехтования[211].
- Уиллис, Норман (81) — британский профсоюзный деятель, генеральный секретарь Британского конгресса тред-юнионов (1984—1993), президент Европейской конфедерации профсоюзов (1991—1993)[212].
- Уинг, Лорна (85) — американский психиатр, предложившая термин «Синдром Аспергера»[213].
- Фернандан (36) — бразильский футболист, лучший игрок и капитан бразильского «Интернасьонала» в 2006 году; крушение вертолёта[214].
- Шёпфер, Ида (84) — швейцарская горнолыжница, двукратная чемпионка мира (1954)[215].
- Шрот, Клара (93) — американская гимнастка, бронзовый призёр летних Олимпийских игр в Лондоне (1948)[216].
- Элиот, Кевин (62) — британский сценарист и драматург (Место встречи — станция «Клэпхем»)[217].
- Эрлен, Жак (86) — французский актёр (более 100 ролей в кино)[218].

## 6 июня
- Байеро, Адо (83) — нигерийский религиозный деятель; духовный лидер мусульман Нигерии, эмир Кано (с 1963 года)[219].
- Бухаров, Владимир Пантелеймонович (75) — советский и российский поэт[220].
- Варум, Юрий Игнатьевич (64) — советский и российский композитор; продюсер и аранжировщик, отец певицы Анжелики Варум[221].
- Гайнетдинов, Мавлетбай Сулейманович (76) — советский и российский башкирский певец, руководитель и солист первого башкирского профессионального фольклорного ансамбля «Ядкар», народный артист Республики Башкортостан[222].
- Иванов, Юрий Степанович (92) — советский военачальник, заместитель командующего 7-й танковой армии (1968—1974) и войсками Краснознамённого Прибалтийского военного округа (1980—1983), ветеран Великой Отечественной войны; журналист и общественный деятель; генерал-лейтенант в отставке[223].
- Мехсуд, Ашикулла (?) — пакистанский террорист; лидер пакистанской террористической группировки «Техрик е-талибан»; убит[224].
- Могилко, Константин Викторович (36) — украинский военный, подполковник, Герой Украины (2014. посмертно); погиб в ходе Российско-украинской войны[225].
- Насыров, Рауф Хаевич (78) — советский и российский башкирский писатель и журналист, заслуженный работник культуры Российской Федерации (1993)[226].
- Хилл, Эрик (86) — британский детский писатель и иллюстратор[227].
- Храпов, Иван Степанович (87) — советский и российский работник органов внутренних дел; участник Великой Отечественной войны; заместитель начальника Главного управления ГАИ МВД СССР (1967—1983), генерал-майор милиции в отставке[228].
- Швабер, Джеральд (67) — американский биолог, впервые описавший моноклональные антитела (1973)[229].
- Шилов, Александр Евгеньевич (84) — советский и российский химик, действительный член Российской академии наук[230].

## 5 июня

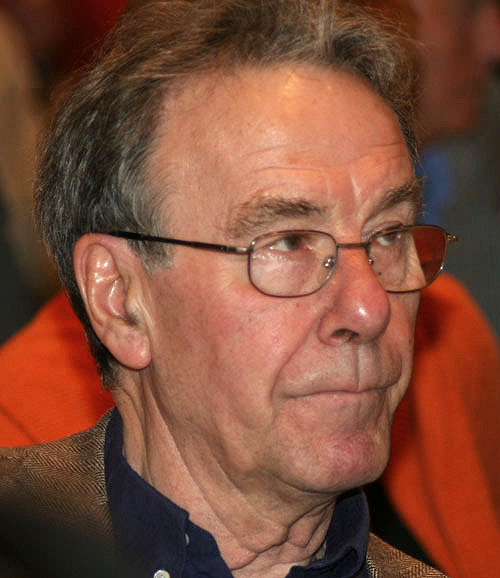
Рейульф Стеен

- Блинова, Вера Васильевна (67) — советская и российская актриса; артистка хакасского Русского республиканского драматического театра имени М. Ю. Лермонтова, заслуженная артистка Хакасии[231].
- Брэндволд, Марион (102) — американская первооткрывательница майазауры[232].
- Дэйвис, Дон[англ.] (75) — американский продюсер, композитор и гитарист, лауреат премии «Грэмми» (1977)[233].
- Лич, Джонни[англ.] (91) — британский игрок в настольный теннис, неоднократный победитель и призёр чемпионатов мира[234].
- Стеен, Рейульф (80) — норвежский политик и дипломат, министр транспорта (1971—1972), министр торговли (1979—1981), председатель Норвежской рабочей партии (1975—1981)[235].

## 4 июня

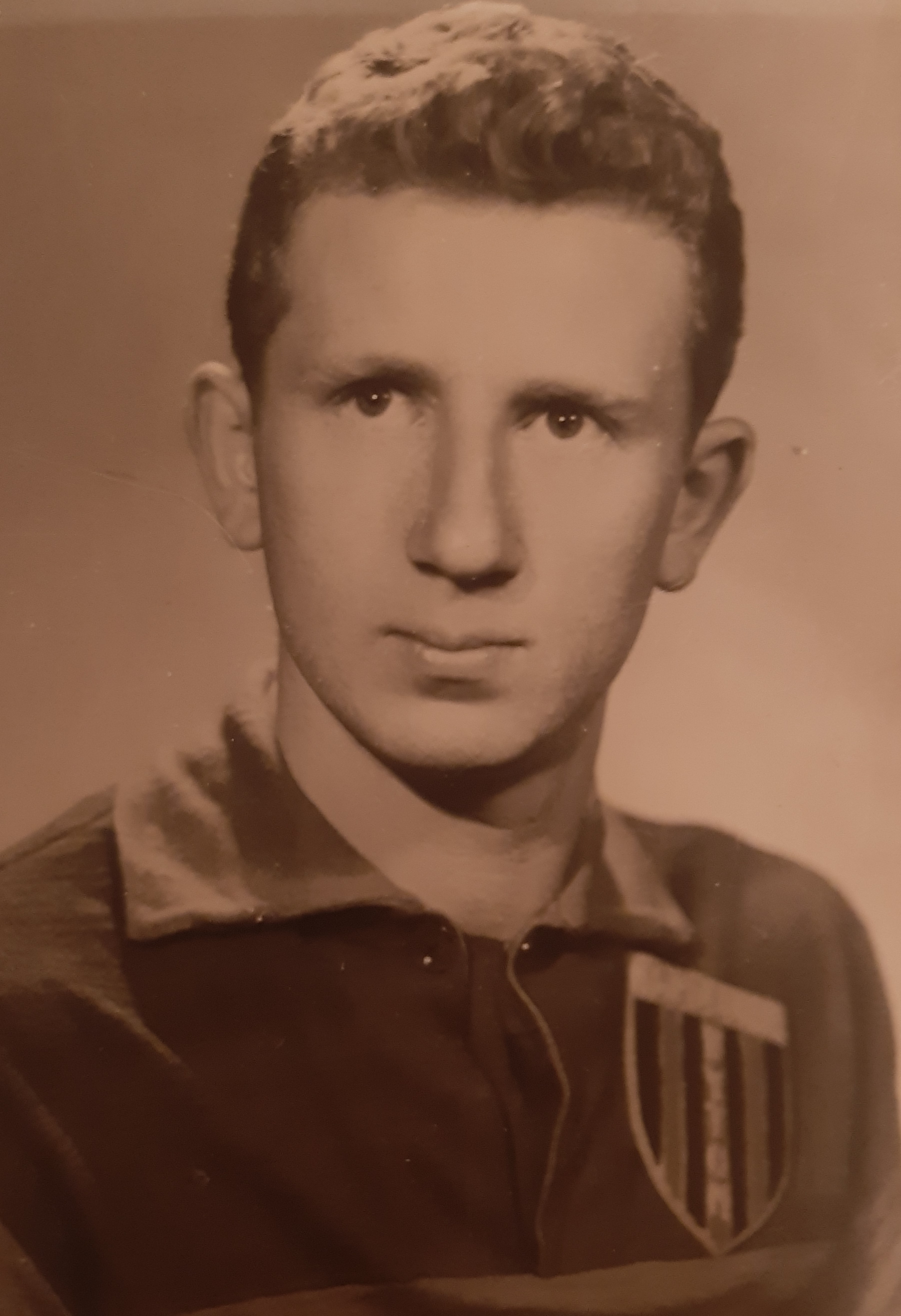
Вальтер Ежи Винклер

- Винклер, Вальтер Ежи (71) — польский футболист и тренер[236].
- Масумото, Ясуо (67) — японский бизнесмен, генеральный директор и президент фирмы Kubota[237].
- Нез, Честер (93) — американский индеец-навахо, участник Второй мировой войны, последний разработчик передачи сообщений на языке навахо[238].
- Рютин, Геннадий Иванович (60) — советский футболист, игрок клуба «СКА-Энергия» (Хабаровск) (1974—1986)[239].
- Спенсер-Вендель, Сузан (47) — американская писательница[240].
- Шамуярира, Натан (85) — зимбабвийский государственный деятель, министр иностранных дел Зимбабве (1987—1995)[241].

## 3 июня

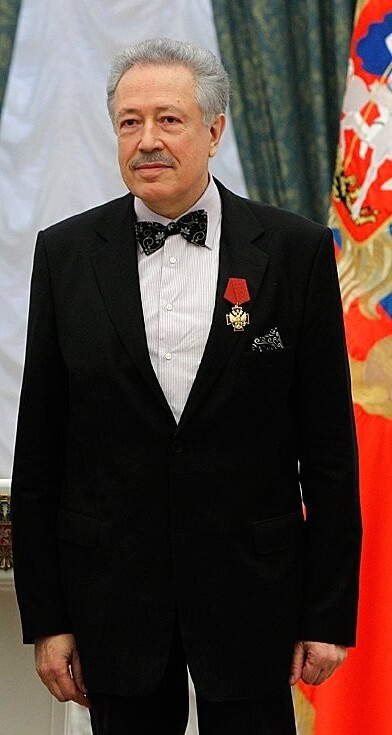
Святослав Бэлза

- Бэлза, Святослав Игоревич (72) — советский и российский литературовед, музыкальный и литературный критик, телеведущий, народный артист Российской Федерации (2006), сын музыковеда Игоря Бэлзы[242].
- Кинг, Стив (56) — американский звукорежиссёр («The Eminem Show»), лауреат премии «Грэмми»[243].
- Луке, Вирхиния (86) — аргентинская певица и актриса[244].
- Мунде, Копинат (64) — индийский министр по развитию сельских территорий, по делам питьевой воды и санитарии; ДТП[245].
- Сенюк, Тарас Михайлович (33) — украинский военный, полковник, Герой Украины (2014, посмертно); погиб в ходе  Российско-украинской войны[246].
- Харрис, Карл[англ.] (34) — британский мотогонщик, победитель европейского чемпионата в классе Суперсток (1999), трёхкратный победитель британского чемпионата в классе Суперспорт (2001, 2003, 2004); несчастный случай на гонке Isle of Man TT[247].

## 2 июня

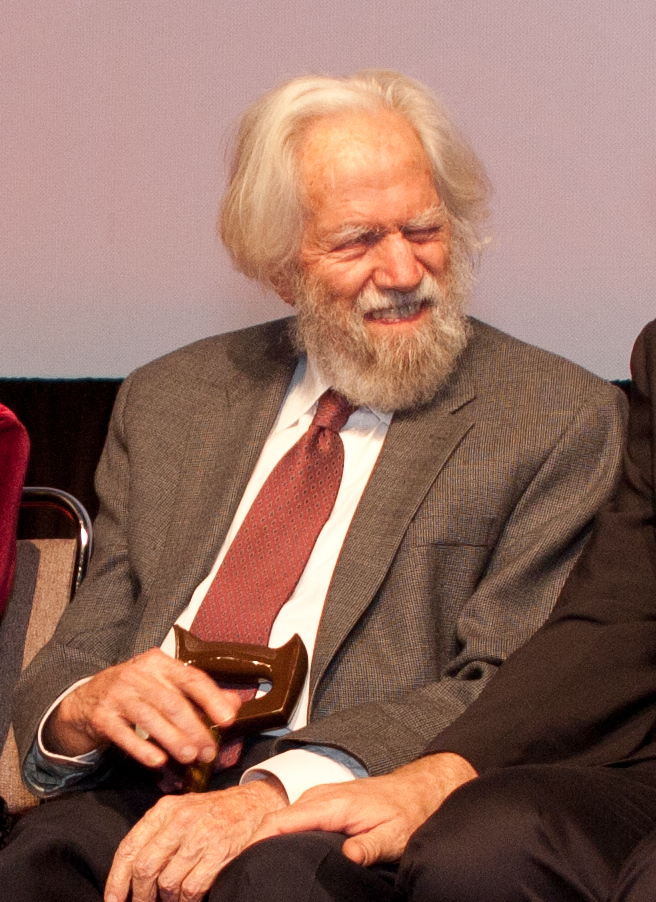
Александр Шульгин

- Брзич, Ивица (73) — югославский футболист и тренер[248].
- Гусаров, Геннадий Александрович (77) — советский футболист и тренер, серебряный призёр чемпионата Европы (1964), заслуженный мастер спорта (2007)[249].
- Данилова, Валентина Яковлевна (81) — советский и российский архитектор, заслуженный архитектор Российской Федерации[250].
- Дорофеев, Михаил Леонидович (70) — советский и российский актёр театра и кино («Чича») лауреат премии за лучший дебют фестиваля «Созвездие» (1992)[251].
- Иванова, София (?) — болгарская оперная певица (сопрано)[252].
- Ларичев, Виталий Епифанович (81) — советский и российский археолог-востоковед, доктор исторических наук[253].
- Лурдусами, Дурайсами Симон (90) — индийский куриальный кардинал, префект Конгрегации по делам восточных церквей (1985—1991), кардинал-протодьякон (1993—1996)[254].
- Магадеев, Басыр Давлетович (81) — советский и российский геолог[255].
- Рируако, Куаима (79) — намибийский политический деятель, 8-й верховный вождь гереро и лидер Национальной общественной демократической партии[256].
- Стэпп, Марджори (92) — американская актриса кино и телевидения[257].
- Хренков, Николай Николаевич (29) — российский бобслеист, серебряный призёр чемпионата Европы (2011, 2012); ДТП[258].
- Хрычев, Леонид Петрович (64) — главный тренер женского волейбольного клуба украинской Суперлиги «Керкинитида», главный тренер юниорской и молодёжной сборной Украины[259].
- Шульгин, Александр Фёдорович (88) — американский биохимик и фармаколог русского происхождения и разработчик многих психоактивных веществ[260].
- Юнус, Миргазиян (87) — советский и российский татарский писатель, публицист[261].
- Юргенс, Наталья Никитична (82) — советская и украинская театральная актриса, народная артистка Украинской ССР (1976), заслуженная артистка РСФСР (1967), мать актрисы Дарьи Юргенс[262].

## 1 июня

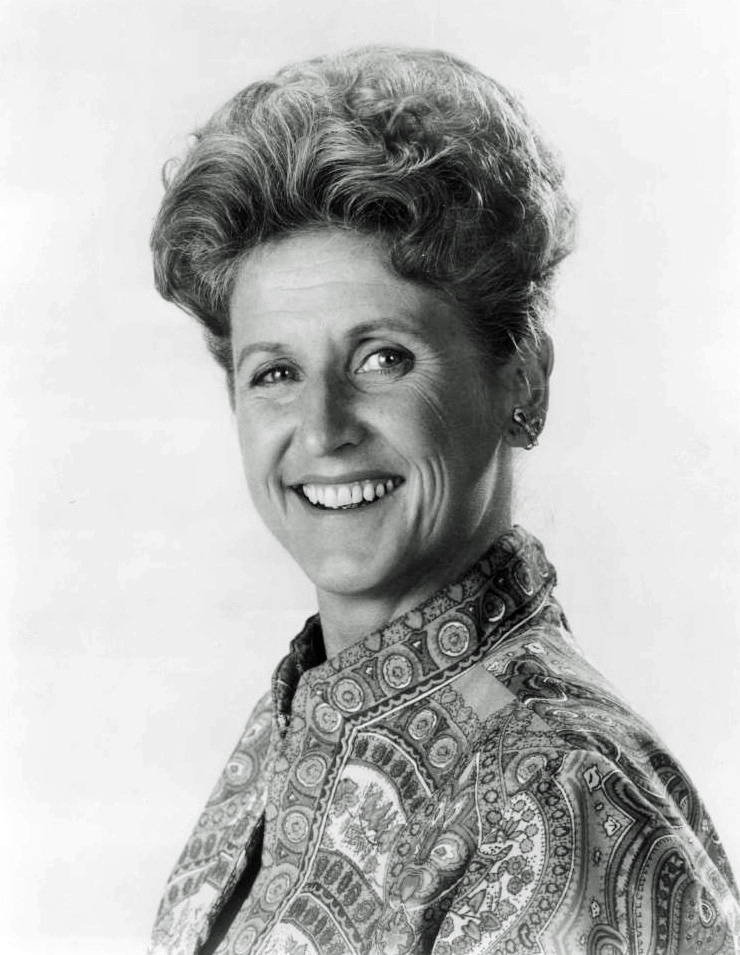
Энн Дейвис

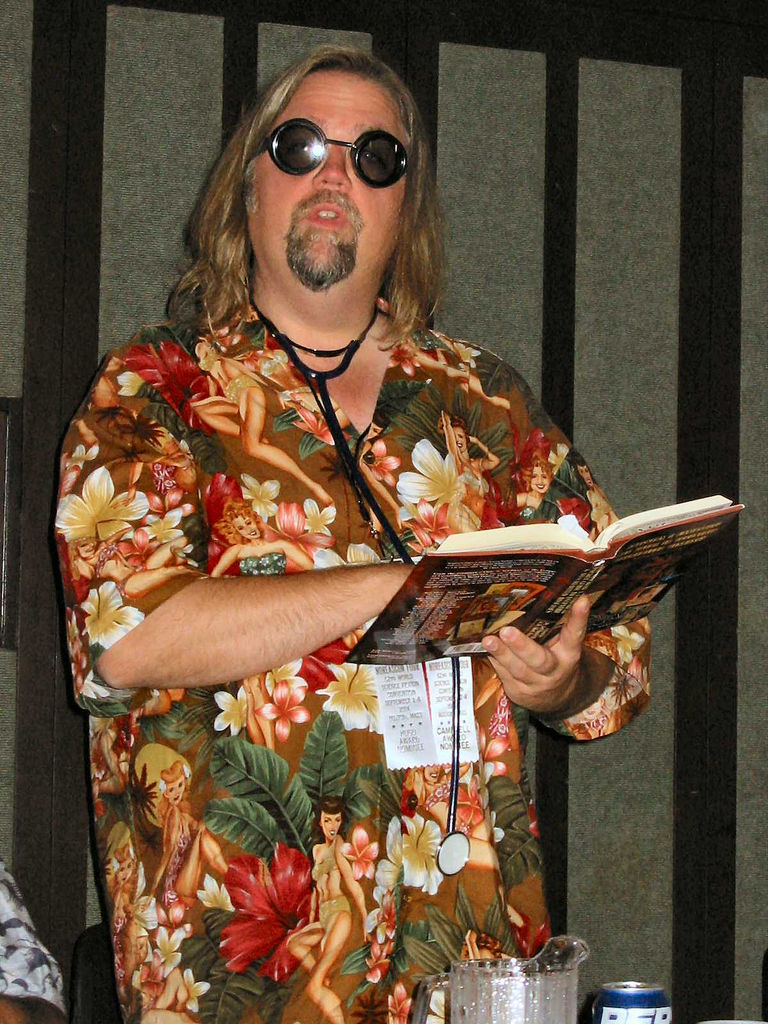
Джей Лейк

- Дейвис, Энн (88) — американская актриса, известная ролями на телевидении, двукратный лауреат премии «Эмми»[263].
- Дример, Долфи (79) — румынский шахматист, международный мастер[264].
- Королёв, Виктор Сергеевич (62) — советский и российский музыкант, музыкальный руководитель, дирижёр и концертмейстер эстрадно-джазового оркестра «ТГУ-62» (с 1976 года), заслуженный артист Российской Федерации (1996)[265].
- Лейк, Джей (49) — американский писатель-фантаст, писавший в жанре научной фантастики и фэнтези[266].
- Мамай, Жусуп (96) — советский и киргизский сказитель эпоса «Манас», Герой Кыргызской Республики (2014), народный артист Кыргызской Республики[267].
- Манкин, Валентин Григорьевич (75) — советский яхтсмен, трёхкратный чемпион Олимпийских игр (1968, 1972, 1980), многократный победитель чемпионатов мира и Европы, заслуженный мастер спорта СССР, заслуженный тренер СССР[268][269]..
- Мандре, Феликс (86) — советский и эстонский дирижёр и пианист[270].
- Мариньо Шагас (62) — бразильский футболист, участник чемпионата мира (1974) (4 место)[271].
- Мошняга, Тимофей Васильевич (82) — молдавский врач и государственный деятель, министр здравоохранения Республики Молдова (1994—1997), Народный врач СССР, народный депутат СССР (1989—1991)[272].
- Олита, Джозеф (68) — кенийский актёр[273].
- Рада, Хосе Антонио (76) — колумбийский футболист, участник чемпионата мира (1962)[274].
- Уайт, Хьюго (74) — британский государственный и военный деятель, адмирал, губернатор Гибралтара (1995—1997)[275].
- Фармер, Брайан (80) — английский футболист («Бирмингем Сити»), двукратный финалист Кубка ярмарок (1960, 1961)[276].
- Хакль, Карлхайнц (65) — австрийский актёр («Стена»)[277].